# جنگ سه بلوکی
جنگ سه بلوکی (انگلیسی: Three Block War) مفهومی است که توسط ژنرال چارلز کرولاک، فرمانده سپاه تفنگداران دریایی ایالات متحده، در اواخر دهه ۱۹۹۰ برای نشان دادن طیف پیچیده چالش‌هایی که احتمالاً تفنگداران دریایی در میدان نبرد مدرن با آن مواجه خواهند شد، توصیف گردید. در مثال کرولاک، ممکن است از تفنگداران دریایی خواسته شود که در فضای سه بلوک شهری مجاور، عملیات نظامی تمام‌عیار، عملیات حفظ صلح و کمک‌های بشردوستانه انجام دهند. نکته اصلی این مفهوم این است که ارتش‌های مدرن باید برای فعالیت همزمان در هر سه شرایط آموزش ببینند و برای انجام این کار، آموزش رهبری در پایین‌ترین سطوح باید بالا باشد. شرط دوم باعث شد کرولاک از چیزی که او «سرجوخه‌های استراتژیک» می‌نامید، استفاده کند؛ رهبران واحد سطح پایین که قادر به انجام اقدامات مستقل و تصمیم‌گیری‌های مهم هستند.
این اصطلاح توسط ژنرال جیمز متیس، فرمانده وقت سنتکام (که بعدها وزیر دفاع شد)، به کار گرفته شده است و همچنین توسط ارتش بریتانیا، نیروهای دفاعی اسرائیل و ارتش سنگاپور، از جمله رئیس ستاد کل بریتانیا، ژنرال مایکل دیوید جکسون و وزیر دفاع سابق، جف هون، همچنین توسط ریک هیلیر، رئیس سابق ستاد دفاع کانادا، به کار گرفته شده است.